# State of Violence
State of Violence è un film del 2010 diretto da Khalo Matabane.
Il film è stato presentato  al Festival del cinema africano, d'Asia e America Latina di Milano 2011 e si è aggiudicato il Premio per il Miglior Film Africano.

## Trama
Bobedi è membro della nuova élite nera di Johannesburg. Tornando a casa con sua moglie Joy da una festa, trova un intruso che spara alla moglie di fronte a lui. Bobedi è a pezzi, ma non è sorpreso. Prima di arrivare al successo, ha vissuto una vita violenta. Non soddisfatto dalle ricerche della polizia, arruola suo fratello per aiutarlo a rintracciare l'assassino. I ricordi del suo passato violento tornano a tormentarlo. Dalla ricerca dell'identità dell'assassino il focus si sposta sulla natura dell'anima di Bobedi. Il film riflette sul tema della memoria e della negazione, questioni vitali per il nuovo Sudafrica.

## Riconoscimenti
- 2011 - Festival del cinema africano, d'Asia e America Latina di Milano 2011
  - premio per il Miglior Film Africano